# Parafia bł. Michała Kozala BM w Działoszynie
Parafia błogosławionego Michała Kozala Biskupa i Męczennika w Działoszynie – parafia rzymskokatolicka w Działoszynie. Należy do Dekanatu Działoszyn archidiecezji częstochowskiej. Została utworzona 1 stycznia 1995 z terytorium parafii św. Marii Magdaleny w Działoszynie. Kościół parafialny w budowie od 2004 roku. Nabożeństwa odprawiane są w kaplicy mieszczącej się przy placu Jana Pawła II.
Funkcję proboszcza od 1 stycznia 1995 roku pełni ks. Czesław Paweł Janczyk.